# Лориньяк
Лоринья́к (фр. Lorignac) — коммуна во Франции, находится в регионе Пуату — Шаранта. Департамент коммуны — Приморская Шаранта. Входит в состав кантона Сен-Жени-де-Сантонж. Округ коммуны — Жонзак.
Код INSEE коммуны — 17210.

## Население
Население коммуны на 2010 год составляло 472 человека.
| 1962 | 1968 | 1975 | 1982 | 1990 | 1999 | 2010 |
| ---- | ---- | ---- | ---- | ---- | ---- | ---- |
| 749  | 718  | 640  | 584  | 534  | 441  | 472  |